# کارنیکس

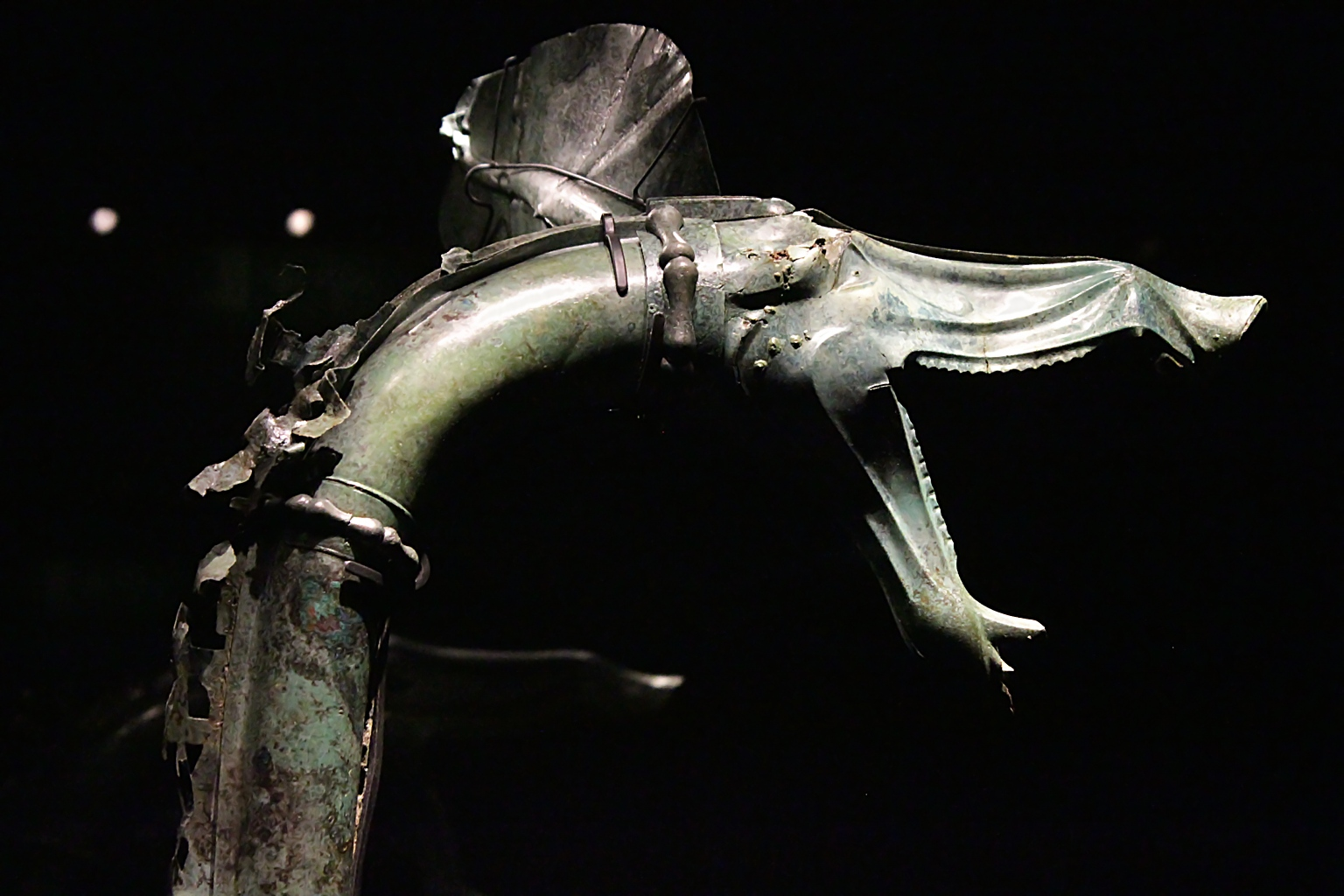
ساز کارنیکس

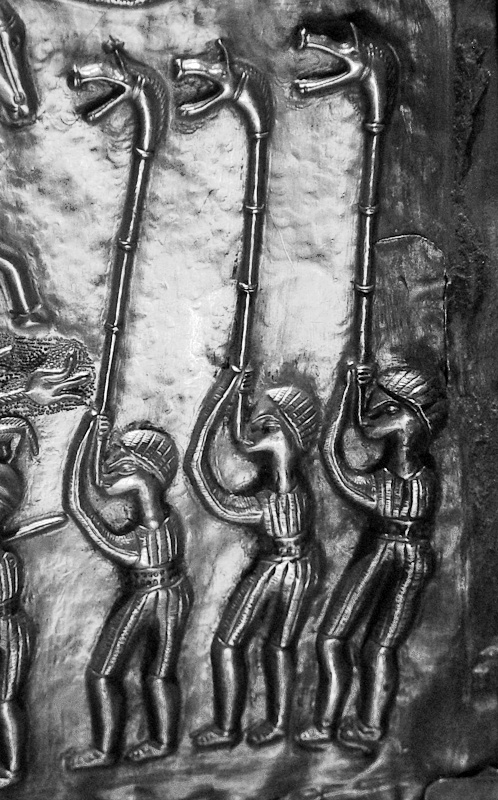
سه شیپورچی کارنیکس که بر کاسه گوندستروپ کنده کاری شده.

کارنیکس یک ساز بادی باستانی بود که سلت ها در عصر آهن (سال‌های ۲۰۰ قبل از میلاد تا ۲۰۰ پس از میلاد) آن را به کار می گرفتند. این شیپور از جنس برنز ساخته شده بود و ریختی خمیده مانند به (S) داشت. هنگام نواختن، قسمت بلند آن به صورت عمودی نگه داشته می‌شد و دو سر آن – یک سر کوچک برای دمیدن و یک سر بزرگ‌تر شیپوری که صدا از آن بیرون می رفته – به صورت افقی و در جهت مخالف یکدیگر قرار می‌گرفتند. این ساز به ریخت سر گراز با دهانی باز ساخته می شد.
همانگونه که پولیبیوس می گوید، احتمالاً برای برانگیختن نیروها به نبرد و ترس انداختن در دل دشمن در جنگ استفاده می شد. 
تاریخ نگاران بر این باورند که کارنیکس زبانی داشته که به بالا و پایین تکان می‌خورده و صدای تولیدشده بدست ساز را افزایش می‌داده است. کارنیکس به صورت عمودی نواخته می‌شد گونه ای که زنگ سر گرازی آن به خوبی بالای سر جنگجویان قرار گیرد. هدف اصلی آن ایجاد سر و صدا و ترس و سردرگمی بیشتر در میدان نبرد بود. 
مورخ رومی دیودوروس سیکولوس هم در این باره نوشته: ساز های آن‌ها گونه ناشناخته ای است که صدایی سهمگین و خشن پدید می آورد که همخوانی با آشفتگی میدان نبرد دارد.

## نگارخانه نمونه های بازسازی شده این ساز

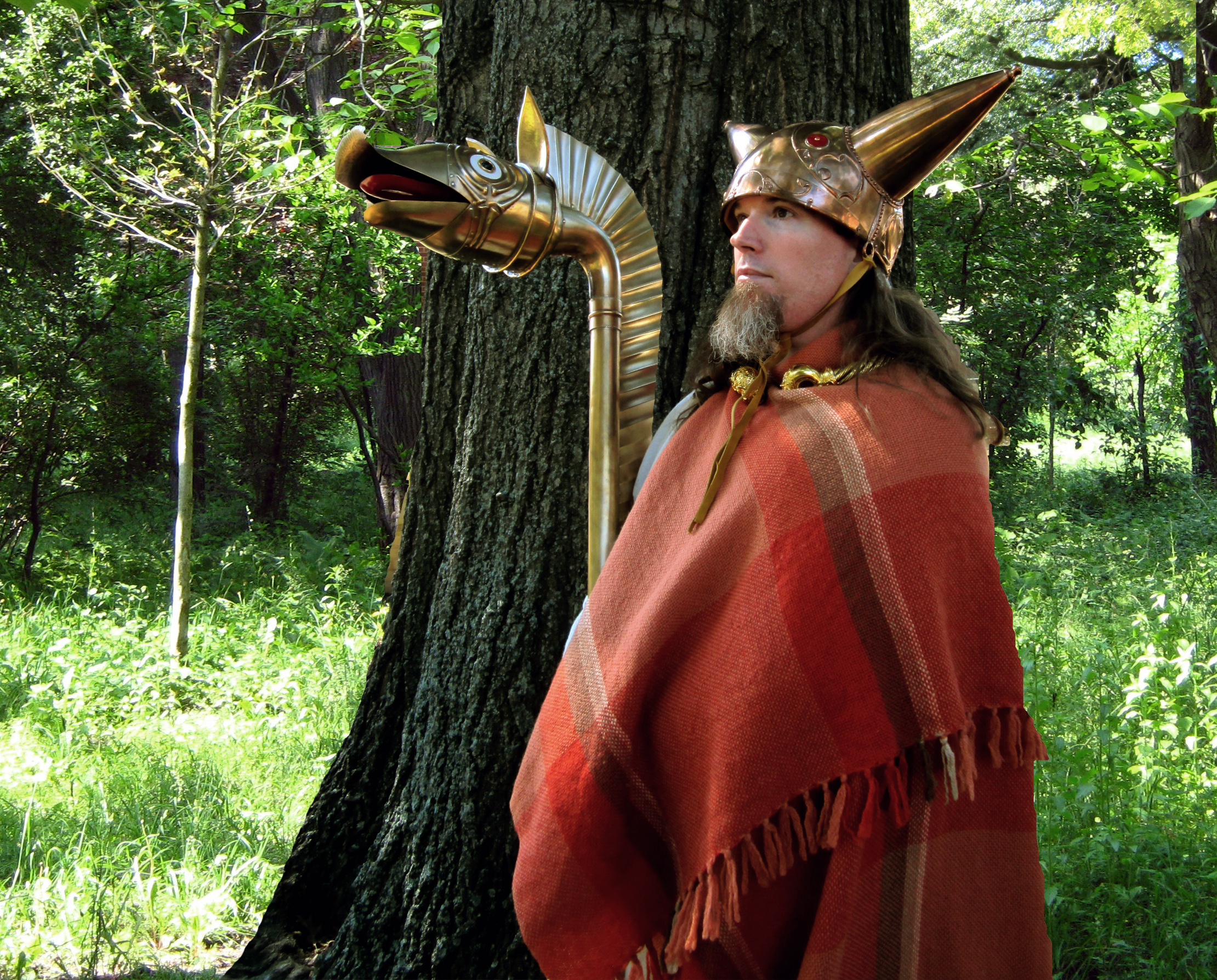
ریناکتور آمریکایی
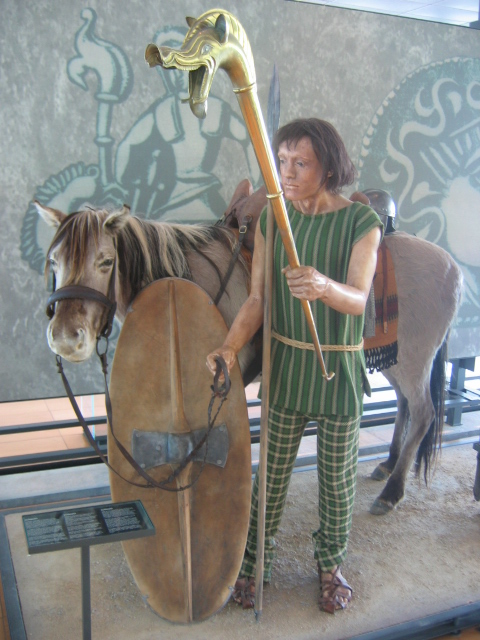
نمایش موزه فرانسه
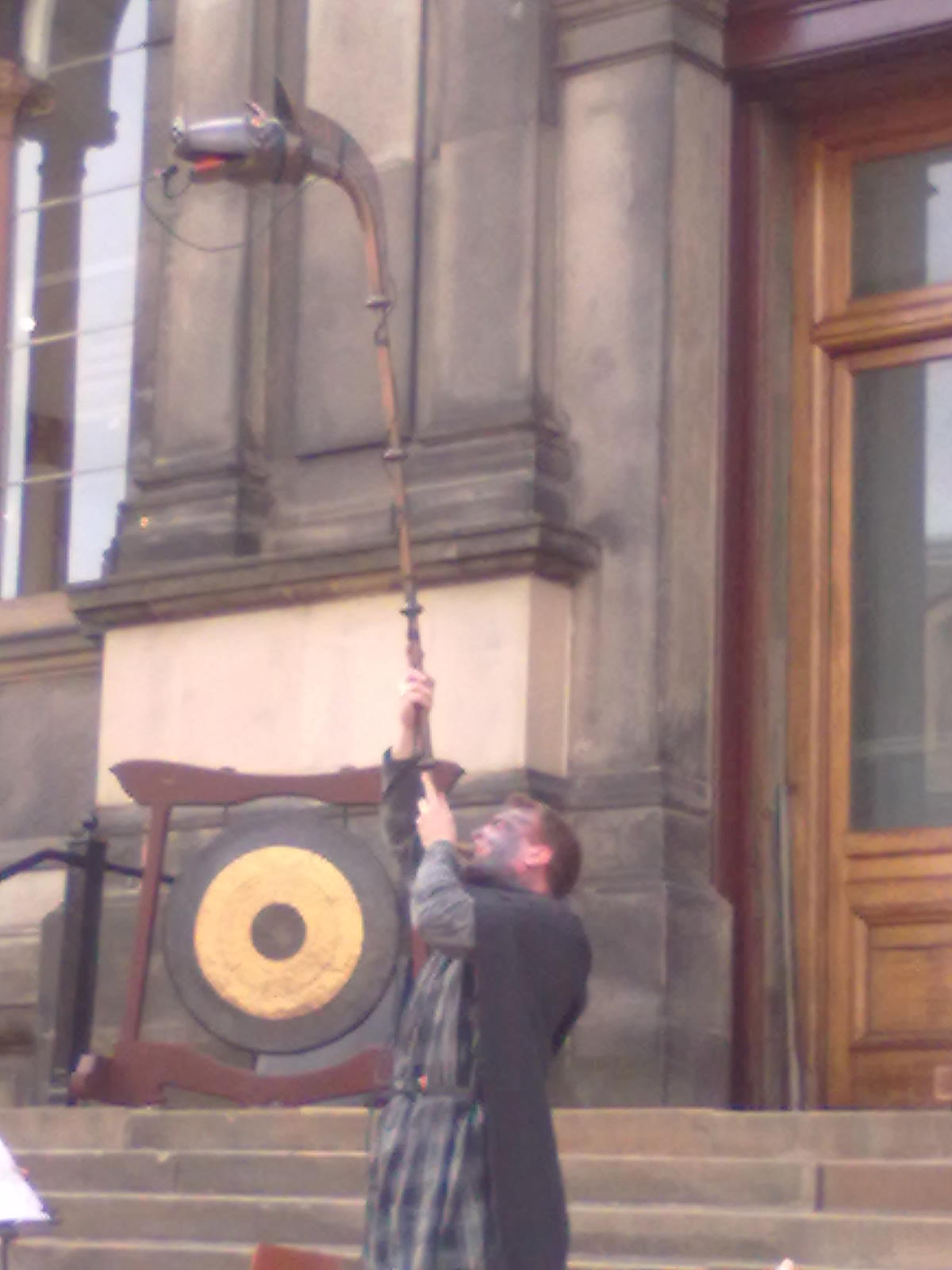
بازسازی دسکفورد در موزه اسکاتلند
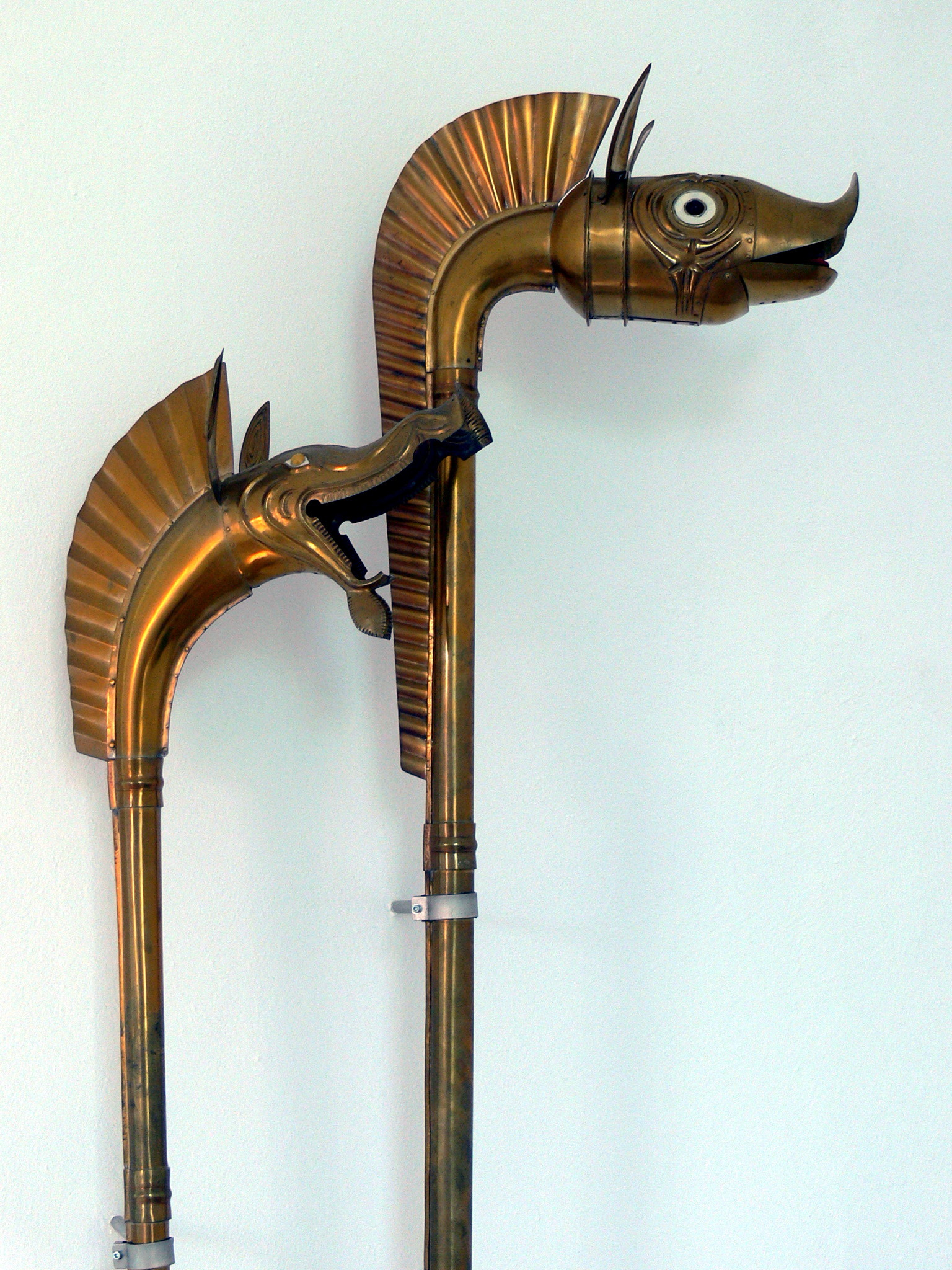
نمونه بازسازی شده در آلمان
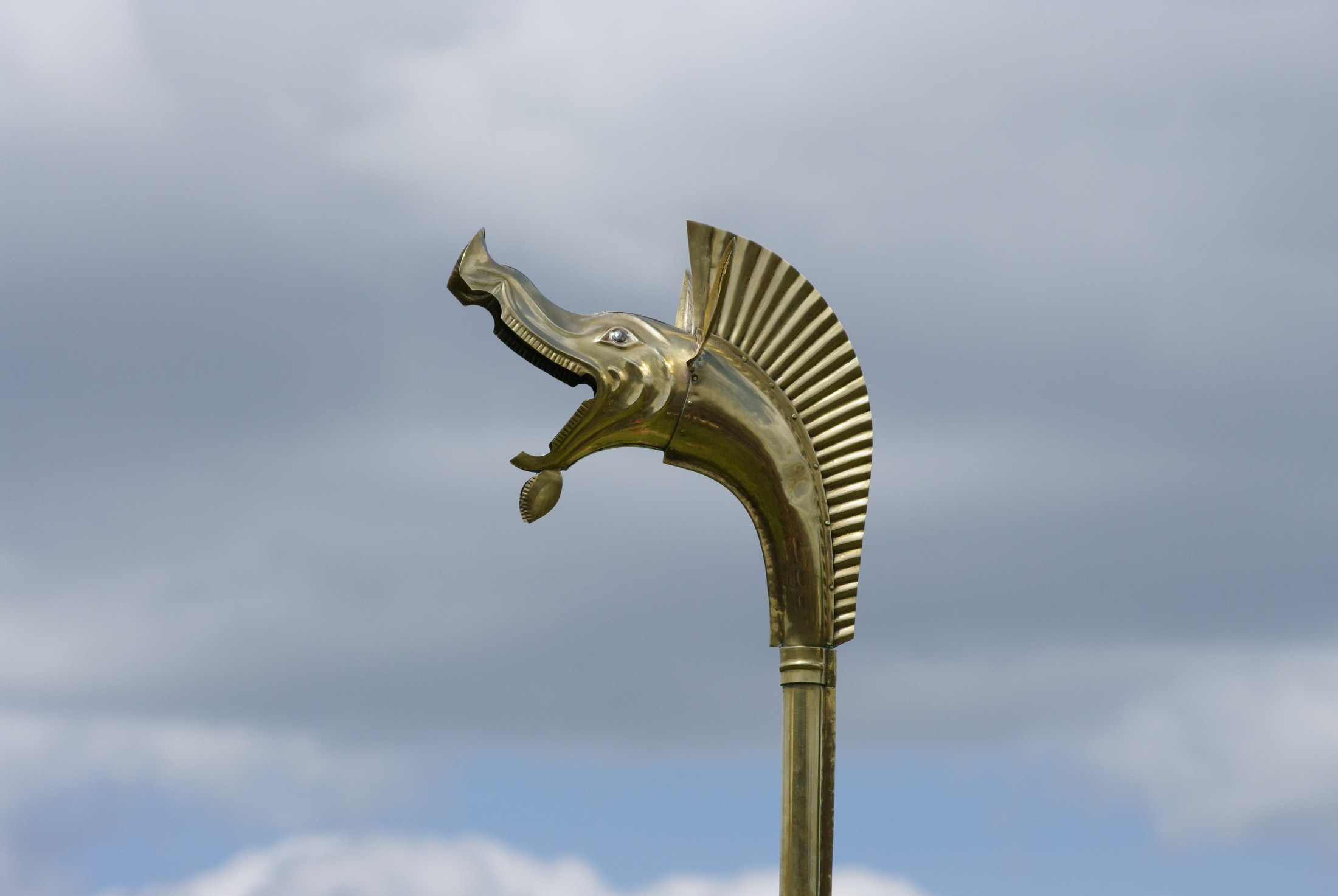
نمونه بازسازی شده در فرانسه
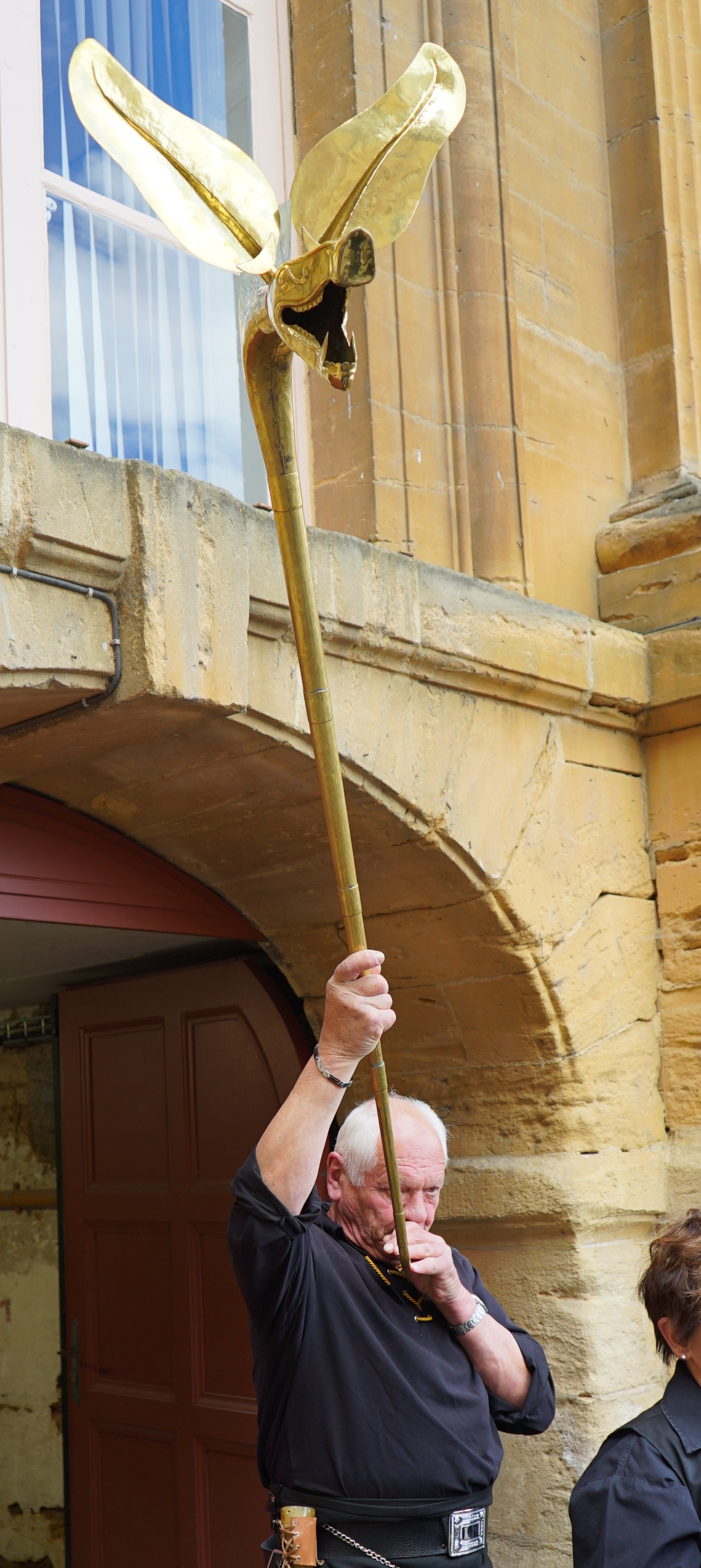
نمونه بازسازی شده در فرانسه

## یادداشت ها
1. 1 2  «این «شیپور» کابوس سربازان امپراطوری روم بود». فرادید | Faradeed | فرادید. ۲۰۲۳-۰۷-۱۱. دریافت‌شده در ۲۰۲۴-۱۱-۲۶.